# 野々村信武
野々村 信武（ののむら のぶたけ、元和5年〈1619年〉 - 没年不明）とは、江戸時代の絵師。

## 来歴
師系不明、京都に住む。俵屋、通正と号す。作は屏風絵と絵馬が残り、画風は狩野派風ともいわれる。『古画備考』によれば谷文晁が加賀藩の藩士より聞いた話として、信武は加賀の画人であったと伝え、それがのちに京に上って絵師として活動したとみられる。京都北野天満宮に奉納された信武筆の絵馬「弓流図」には「元禄四辛未歳（1691年）十一月穀旦」、「野々村通正信武七十三歳筆」と記されており、これを逆算すれば信武は元和5年の生れとなる。没年は不明だが、『尾形流略印譜』（酒井抱一編、文化12年〈1815年〉刊行）には「通正信武七十七歳筆」という落款の模写を載せており、少なくとも77歳（元禄8年）まで生きていたことが知られる。信武の後継とみられる絵師に野々村忠兵衛がいる。

## 作品
- 「児童十二ヶ月屏風」　紙本着色、六曲一隻屏風　※「通正信武六十八歳筆」の落款、「野」の印あり。貞享3年（1686年）
- 「山水図屏風」　紙本墨画淡彩、六曲一隻屏風　※両隻に「野」の朱文方印、「通正信武」の白文方印あり
- 「弓流図」　板絵彩色、絵馬　北野天満宮所蔵　※元禄4年11月